# Сапега, Антоний Казимир
Антоний Казимир Сапега (1689 — 16 мая 1739, Дрезден) — государственный деятель Великого княжества Литовского, стольник великий литовский (1706—1709), староста мерецкий и пуньский (1710), каштелян трокский (1737—1739).

## Биография
Представитель черейско-ружанской линии литовского магнатского рода Сапег герба «Лис». Сын воеводы трокского и мстиславского Ежи Станислава Сапеги (ок. 1668—1732) и Изабеллы Елены Полубинской (ум. 1721). Внук гетмана великого литовского и воеводы виленского Казимира Яна Сапеги (1637—1720).
В 1705-1709 годах учился в Париже. В 1706 году Антоний Казимир Сапега, перейдя на сторону шведского ставленника Станислава Лещинского, получил должность стольника великого литовского. В 1709 году после возвращения в Польшу Августа Сильного и изгнания Станислава Лещинского лишился звания стольника ВКЛ.
В 1709 году после поражения Станислава Лещинского Антоний Казимир Сапега находился в Пруссии вместе со своим дедом, гетманом великим литовским Казимиром Яном Сапегой. В 1711-1713 годах находился в оппозиции к королю польскому и великому князю литовскому Августу Сильному.
24 марта 1713 года после принисения присяги на верность Августу Сильному Антоний Казимир Сапега получил амнистию и смог вернуться на родину. После своего возвращения он работал в литовском трибунале и депутатских сеймиках. В 1716 году принял активное участие в Виленской конфедерации, подписал акт конфедерации как комиссар от Трокского воеводства. В 1723 году занимался привлечением пиаристов в Вильно для того, чтобы разрушить монополию иезуитов в области образования.
В 1726 году Антоний Казимир Сапега вместе с двоюродным братом Яном Казимиром Сапегой ездил в Санкт-Петербург на помолвку его сына Павла Петра Сапеги с Марией Александровной Меншиковой и установления контактов с представителям российской элиты. В том же году был награждён российским орденом Святого Александра Невского.
Избирался депутатом Литовского трибунала в 1714, 1719 и 1724 годах. В 1724 году его избрали маршалком литовского Трибунала. В 1729 году был избран послом на сейм, где занимал антикоролевскую позицию. В 1730 и 1732 годах активно действовал на сеймах 1730 и 1732 годов, чтобы сорвать их работу.
В 1733 году был одним из кандидадтов на должность маршалка конвокационного сейма. В том же году Антоний Казимир Сапега был избран послом от Слонимского повета на элекционный сейм. Вместе с большинством родни поддержал избрание Станислава Лещинского на королевский престол Речи Посполитой. Сохранял верность С. Лещинскому вплоть до его отречения от трона в 1736 году. В июне 1734 году был арестован в русском лагере в Пруще-Гданьском за отказ принести присягу на верность Августу III. Был одним из автором письма к папе римскому Клименту XII, в котором перечислялись все беззакония просаксонской партии.
В июле 1737 году Антоний Казимир Сапега получил должность каштеляна Трокского, но по-прежнему поддерживал связь со Станиславом Лещинским и обвинялся в антикоролевских интригах. В 1738 году принял активное участие в работе комиссии по увеличению численности литовского войска, безуспешно стремился обложить налогом радзивилловские войска в «Нойбургских имениях».
До наших дней сохранились фрагменты дневника Антония Казимира Сапеги, датированные 1728-1733 годами.
16 мая 1739 года скончался в Дрездене.

## Награды
- Орден Святого Александра Невского (22.03.1726).

## Семья
В 1717 году женился на Терезе Выговской (1694—1739), от брака с которой не имел потомства.